# Túnel romà

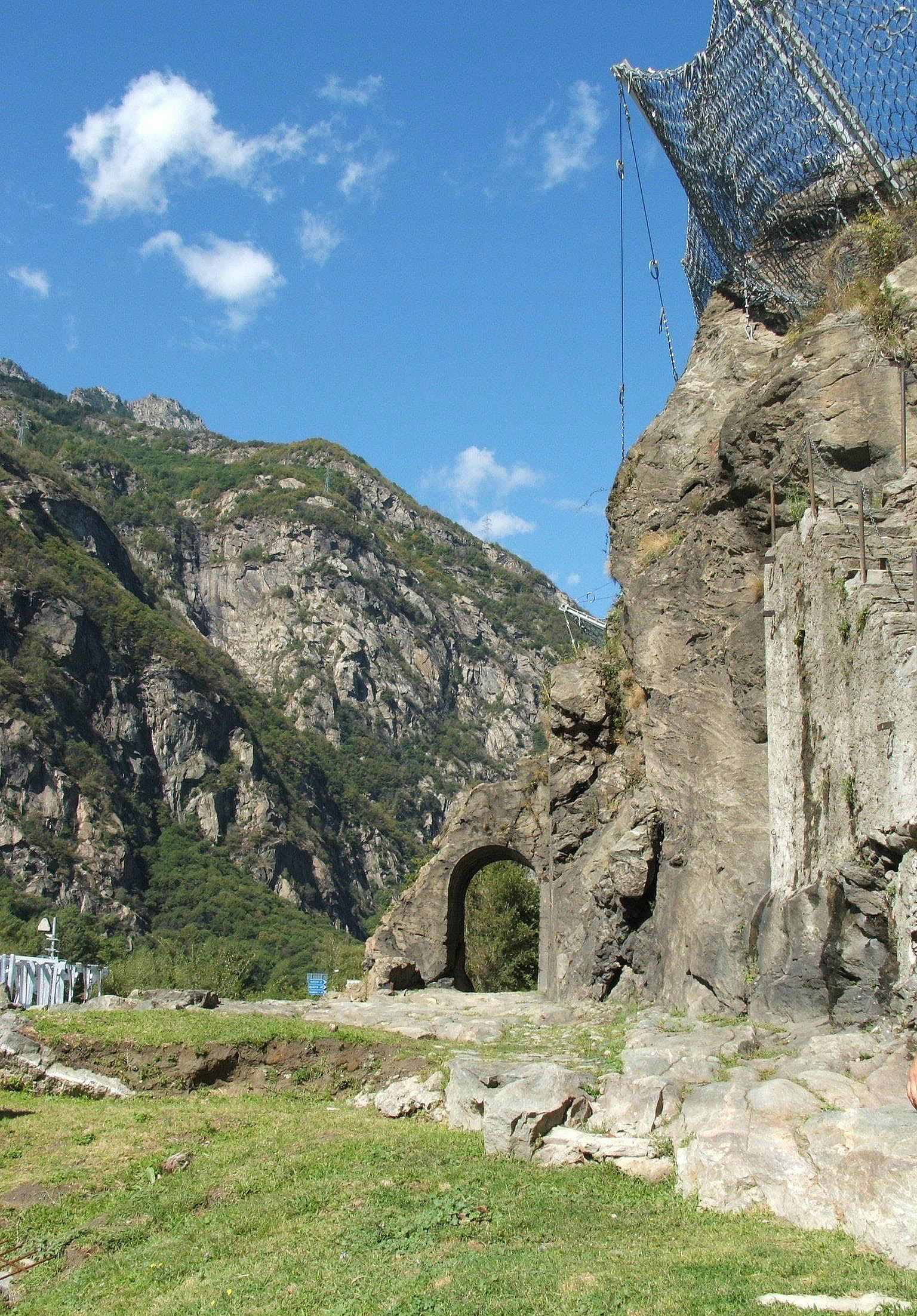
La calçada romana i túnel de Donnaz, a Pont-Saint-Martin (Vall d'Aosta)

Alguns túnels romans han arribat sense moltes modificacions fins als nostres dies, i són veritables obres d'art i d'enginyeria, encara que són molt més discrets que els ponts. Construir un túnel era molt més complicat amb els límits de la tecnologia romana.
Van ser construïts com els túnels moderns, per permetre el pas d'una calçada a través d'una muntanya. Podem distingir, almenys, tres tipus de fàbrica de túnels, a més de passos semi-excavats. Se'n poden trobar a diverses províncies de l'antic Imperi Romà. Altres túnels més petits, en combinació amb aqueductes i sifons servien per a l'abastiment d'aigua.

## Tècnica
Els romans dominaven les tècniques de perforació i ruptura de roques. Les feien servir per a excavar galeries de mines i aqüeductes. tenien tot l'utillatge propi de la cantera, com a maces, becs, burís…, realitzats en ferro, de forma similar als instruments actuals.
A més, utilitzaven el joc de dilatació-contracció per trencar determinades roques, per a això les escalfaven amb fogueres vives, per apagar bruscament el foc amb aigua i provocar fissures. També coneixien les propietats del vinagre per afeblir roques, particularment calcàries, pel que traçaven solcs en la pedra sobre el qual vessaven l'àcid acètic calent i ho deixaven actuar per a afeblir la pedra.

## Obres

### Passos en congosts i goles

#### Via del Gran Sant Bernat
La calçada romana del pas del Gran Sant Bernat té restes de l'antic traçat romà, amb bermes laterals, ponts i túnels.

#### Portes de Ferro i Tabula Traiana
Les Portes de Ferro i Tabula Traiana formen un pas excavat en la paret del congost del Danubi, a la via estratègica construïda per Trajà, concretament a través d'una plataforma de fusta, que sobresurt parcialment sobre una cornisa excavada en la pedra del congost, elevada una miqueta sobre el nivell mitjà del riu.

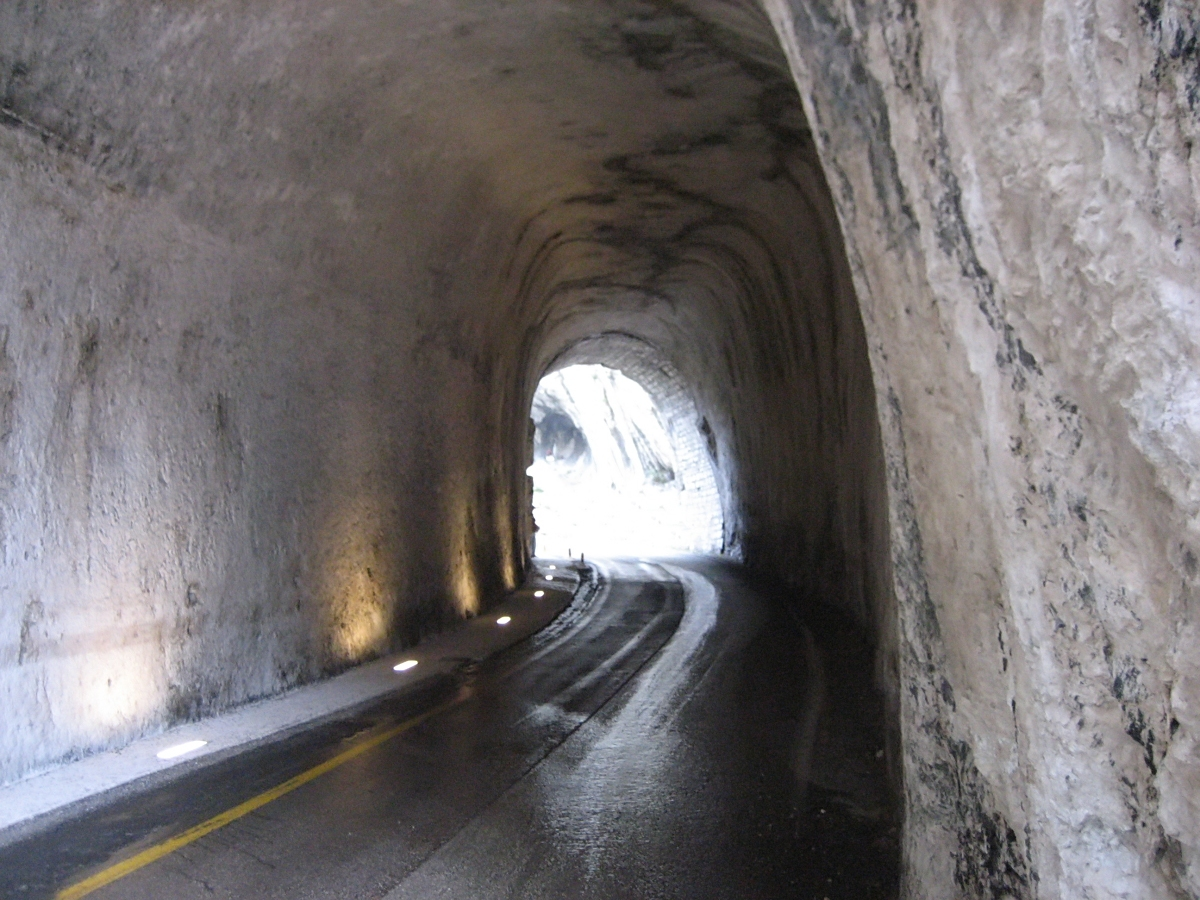
Túnel romà de Furlo

#### Túnel del Furlo
El Túnel romà de Furlo està excavat en la calcària dels Apenins. Té una longitud de 38 m a la Via Flamínia, entre Roma i la costa del Adriàtic. El seu perfil és corbat i va ser realitzat sota l'imperi de Vespasià.

### Excavacions en massissos rocosos
Els enginyers romans tenien diferents recursos per excavar els massissos de roques i així practicar obertures que permetessin passar calçades per zones abruptes, com pot observar-se en alguns espectaculars exemples, com la sortida del Túnel de Donnaz, en algunes seccions de les vies romanes en el Jura, particularment prop de Poligny, i, a molta major escala, en el pas de la Via Àpia per sota del temple de Júpiter Anxur a Terracina.

### Túnels curts
Es realitzaven per assegurar passos de calçades en llocs rocosos, bé perquè l'espai a la vora d'un precipici era molt reduït, bé perquè hi havia possibilitat de despreniments.

#### Túnel de Donnaz
El Túnel de Donnaz, prop del llogaret de Donnas, 2 km a l'oest de Pont-Saint-Martin (Vall d'Aosta), presenta una bona secció de calçada romana tallada a la roca, apareixent també un mi·liari i un petit túnel amb forma de portal prolongat durant diversos metres.45° 36′ 08″ N, 7° 45′ 40″ E / 45.602293°N,7.761231°E

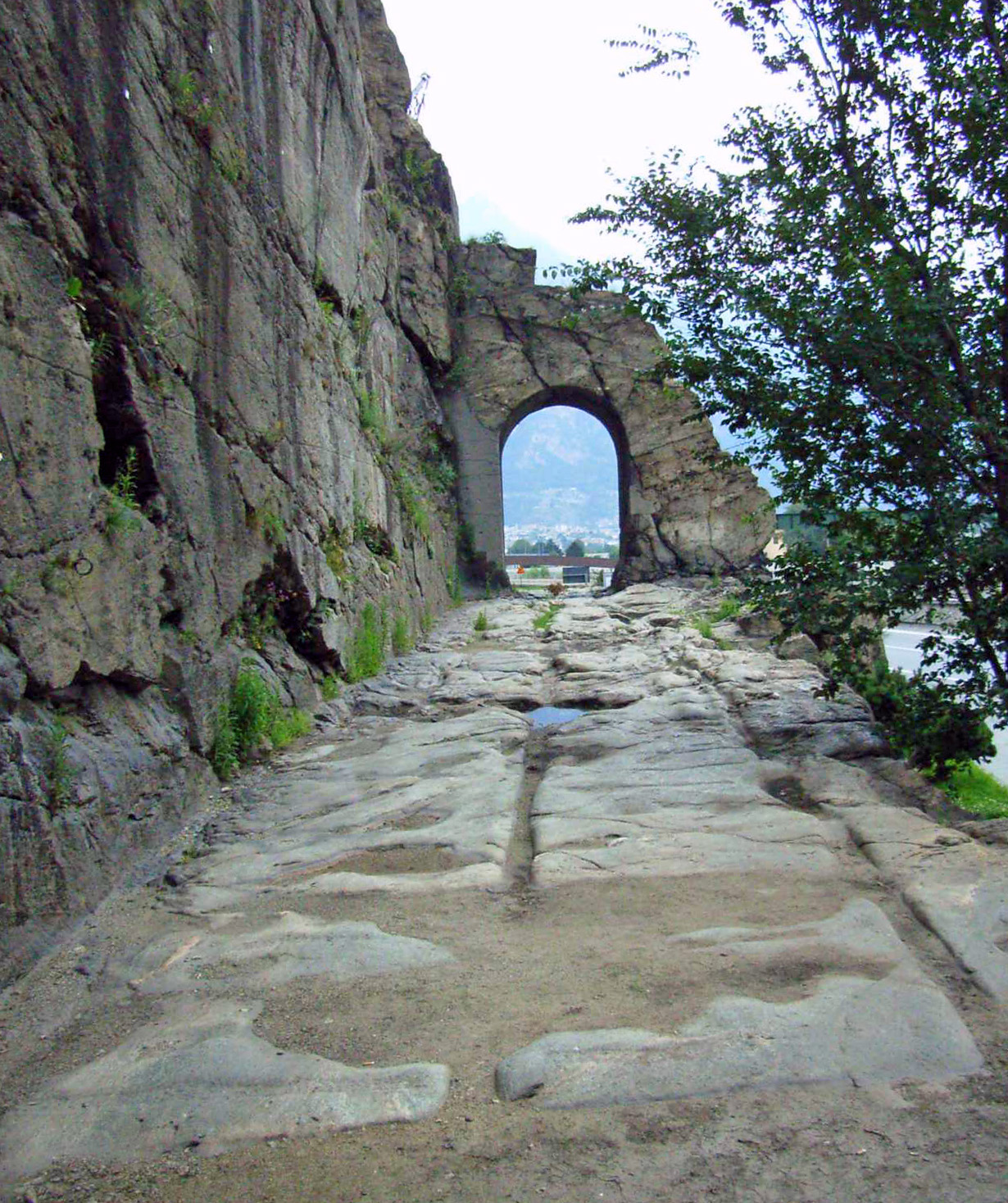
Túnel de Donnaz
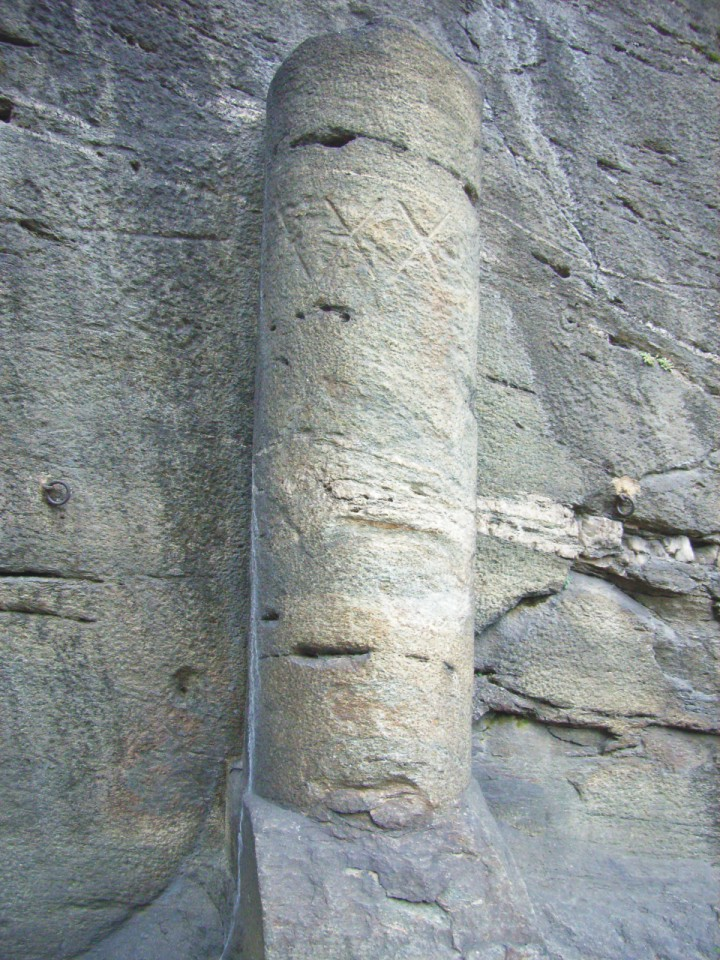
Mil·liari, al costat del túnel de Donnaz

#### Porta tallada a Besançon

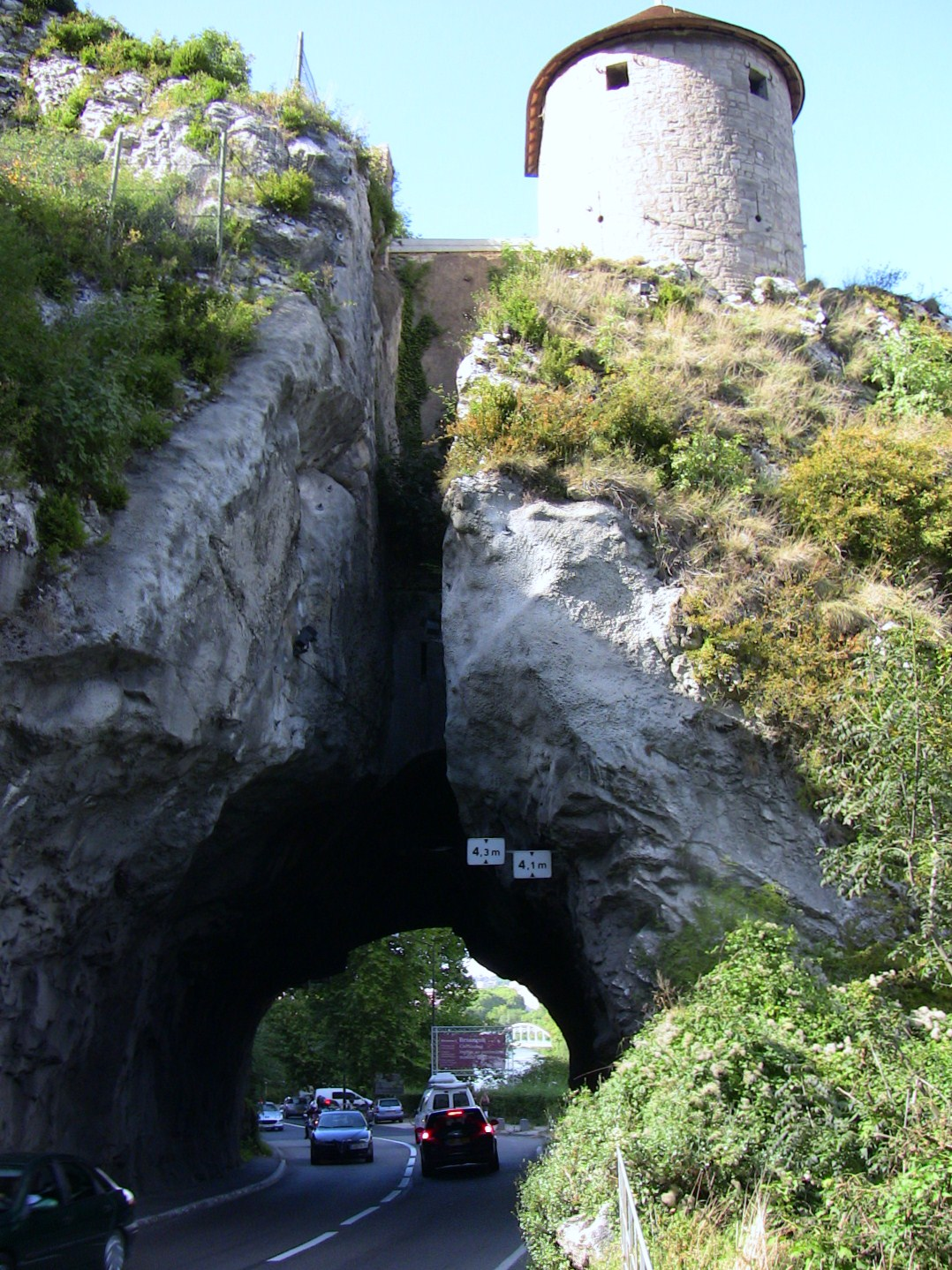
Porta tallada a Besançon

La Porta tallada de Besançon, va ser construïda molt possiblement en època romana, i travessa un espigó rocós a la zona de l'acròpoli de la ciutat, per permetre el pas d'una calçada que condueix cap a Suïssa.
47° 13′ 43″ N, 6° 02′ 18″ E / 47.228566°N,6.038392°E

#### Pierre-Pertuis

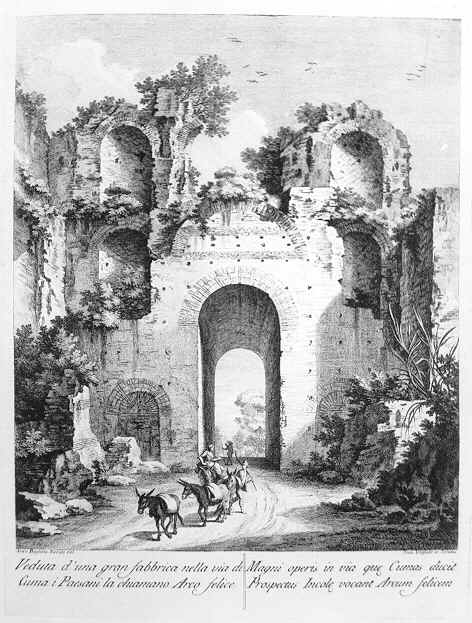
Arc Felice

El col de Pierre Pertuis (la roca perforada, literalment), prop de Bienne, Suïssa, té un pas de calçada romana incrustat a la roca, creant una porta similar a la de Besançon.
47° 12′ 45″ N, 7° 11′ 42″ E / 47.2125°N,7.195°E

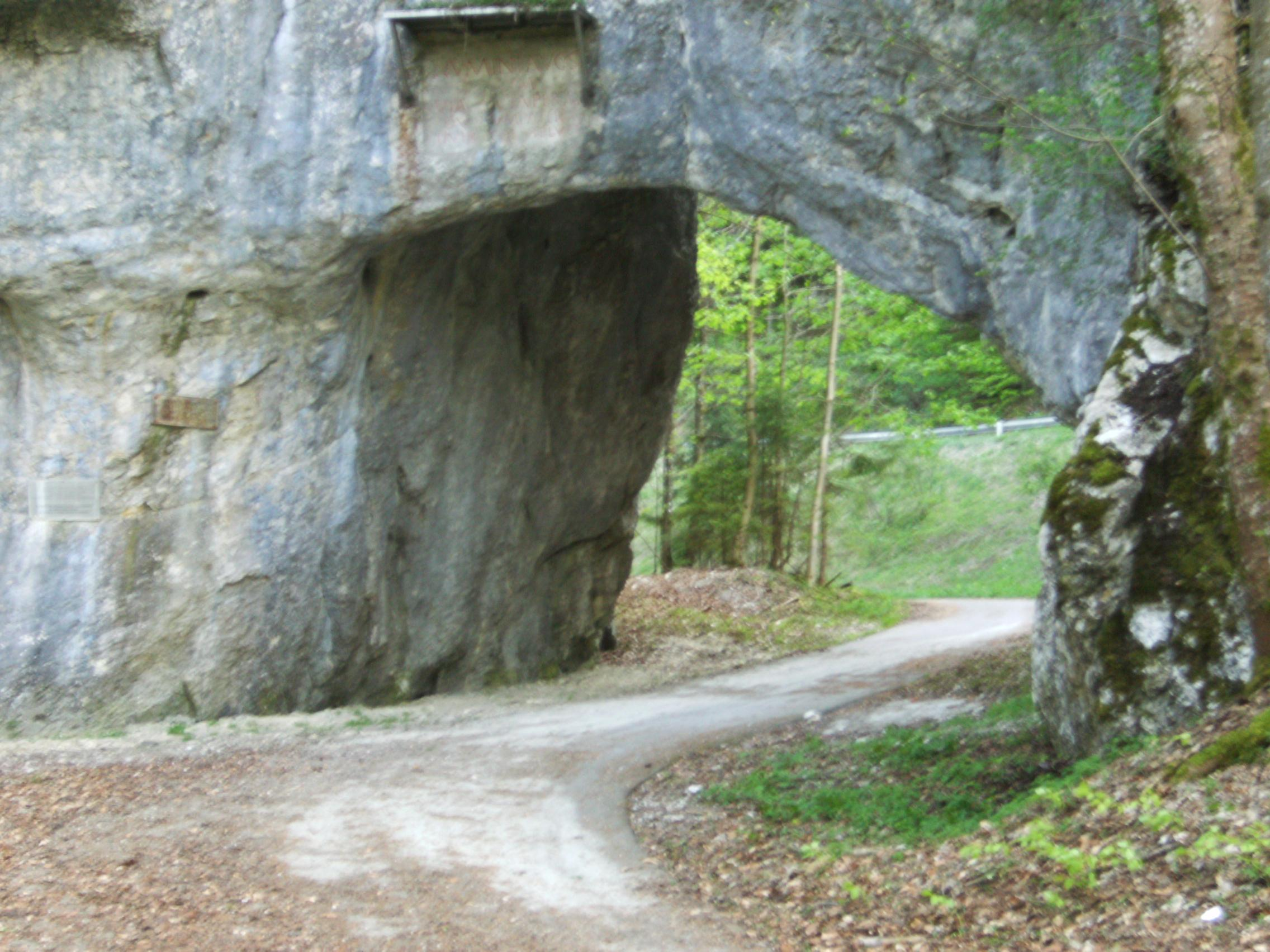
Túnel romà del col de Pierre Pertuis
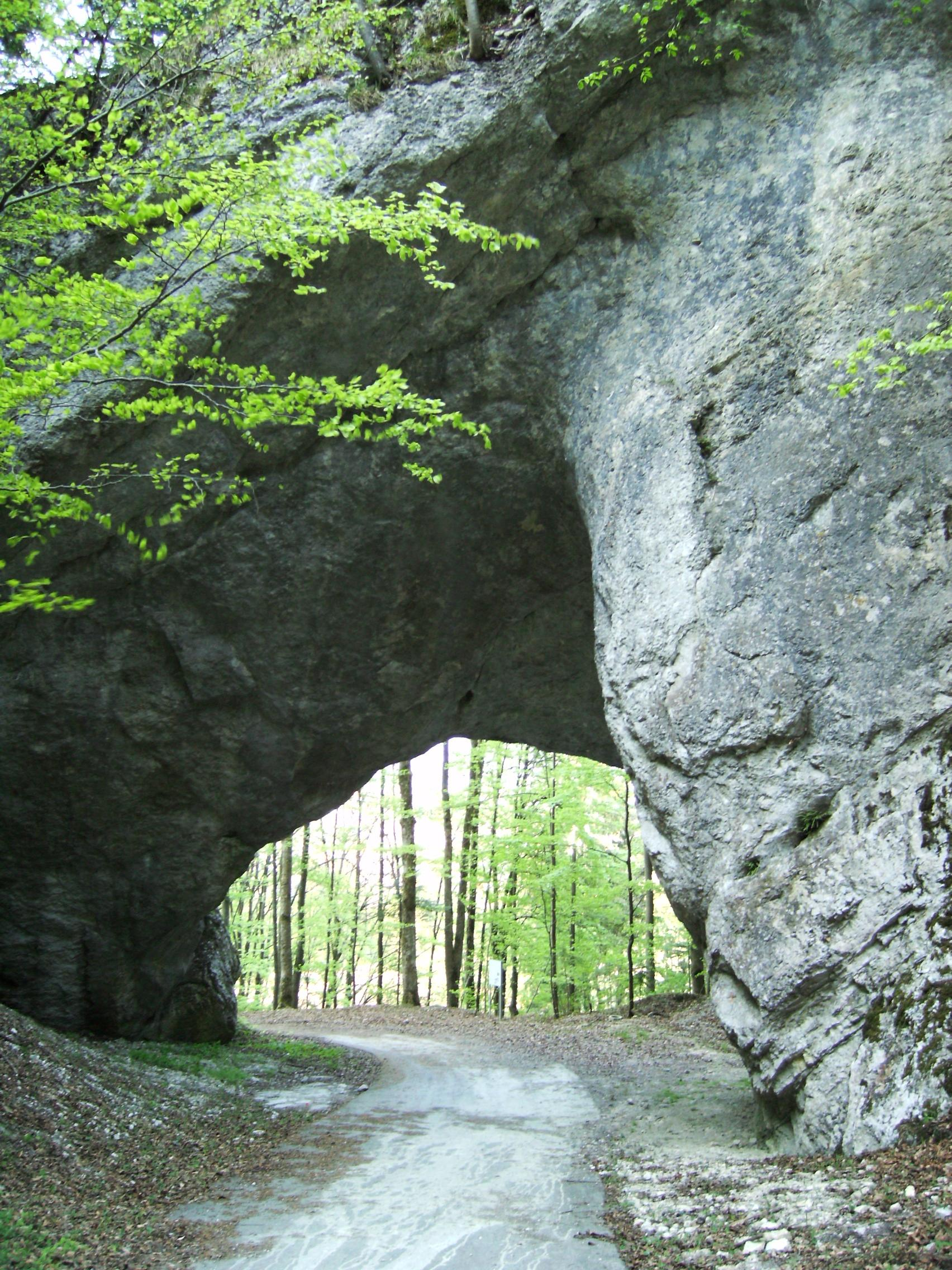
Túnel romà del col de Pierre Pertuis
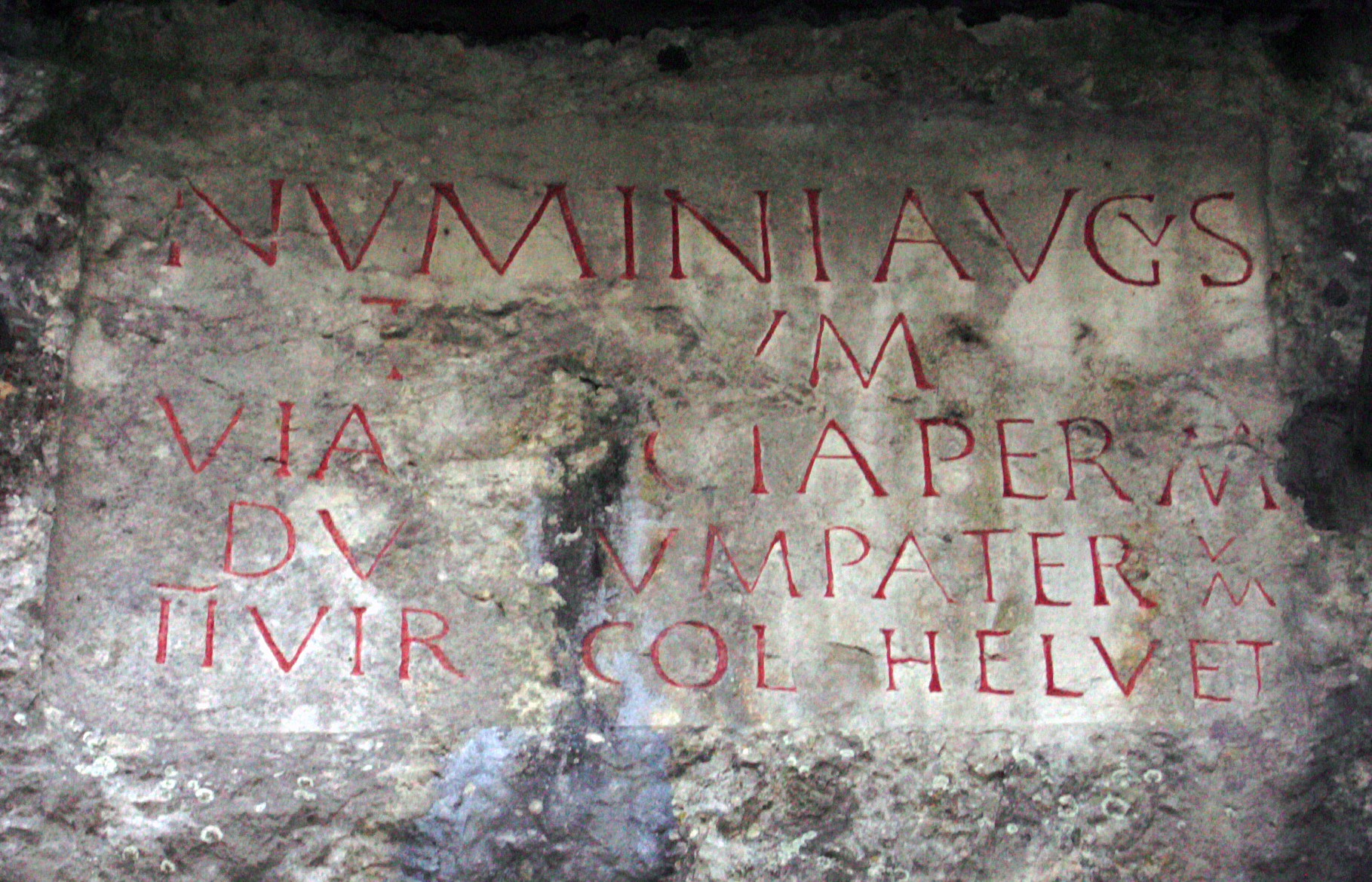
Inscripció romana en l'entrada del túnel

#### Arc Felice
L'Arc Felice és un pas de via construït en fàbrica de maó, les parets del qual subjecten un tram de la Via Domiciana a través del Monte Grillo, entre Cumes i Pozzuoli, passat el Llac del Avern, a la regió italiana de Nàpols. Mesura 20 m d'alt per 6 de llarg i va ser construït l'any 95, sota els auspicis de l'emperador Domicià.
40° 50′ 45″ N, 14° 03′ 57″ E / 40.845805°N,14.065706°E

### Grans túnels de la zona de Nàpols
A més de l'Arc Felice, quatre grans túnels per a calçades van ser excavats pels romans des del segle i, en el tuf volcànic dels Campos Flegreus, entre Pozzuoli i Cumes. Almenys dos d'ells s'atribueixen a l'enginyer L. Cocceius Auctus, natural d'aquesta comarca.
Els tres primers estan directament relacionats amb la xarxa d'aqüeductes romans que subministraven aigua a Nàpols i Pozzuoli (aqüeducte de Serino).

#### Cripta Napolitana
La cripta Napolitana és un gran túnel per a una calçada romana, construït al segle I per comunicar ràpidament Nàpols amb Pozzuoli. Segons Estrabó, els treballs van estar a càrrec de l'enginyer L. Cocceius Auctus. Les seves dimensions són gegantesques: 705 m de longitud per 4,5 m d'ample i 5 m d'alt. ha estat restaurat diverses vegades des del Renaixement. S'hi va practicar el culte a Mithra, conservant-se fragments de baixos relleus mitraics dels segles iii i iv descoberts a l'interior del túnel, i actualment conservats al Museu Arqueològic Nacional de Nàpols. La cripta o gruta ha estat representada moltes vegades per artistes dels segles xviii i xix, juntament amb la vista clàssica del gran mausoleu conegut com a Tomba de Virgili, situat a l'entrada del túnel. Goethe va visitar aquest romàntic entorn el 27 de febrer de 1787.
40° 49′ 47″ N, 14° 13′ 03″ E / 40.829595°N,14.217550°E

#### Gruta de Sejà
La Gruta de Sejà és un túnel excavat en el massís de tuf volcànic de Posillipo, al costat de la ciutat de Coroglio, a l'àrea residencial de Gaiola, a la vora del mar. S'atribueix a Sejà, Prefecte del pretori sota Tiberi. Va ser abandonat amb el pas del temps fins a ser descoberta l'any 1840. Restaurada, contínua prestant servei. Durant la Segona Guerra Mundial va ser utilitzat com a refugi antiaeri per la població propera, per degradar-se en els anys següents i ser radicalment restaurat en els anys 90.
El túnel és rectilini i es desenvolupa sobre 770 m de longitud, amb una secció de 2,2 m, encara que en les entrades s'aconsegueix una altura de 14 m, per permetre l'entrada de llum i aire. Aquesta mateixa funció apareix en tres boques secundàries de 40, 29 i 129 m. La fàbrica interior comprèn arcs de pedra i paraments de diversos materials, predominant el Opus reticulatum. La pedra excavada molt probablement va servir per construir edificis propers.
40° 48′ 00″ N, 14° 10′ 35″ E / 40.799900°N,14.176255°E

#### Gruta de Cocceio
Més a l'oest, la Gruta de Cocceio és un túnel de gairebé 1 km, excavat l'any 37 aC, per iniciativa d'Agripa. Està a Cumes en el llac de l'Avern i formava part de les obres que havien de transformar aquest llac en un port militar. La galeria va ser revestida amb opus reticulatum amb sis xemeneies de ventilació i il·luminació. Durant la Segona Guerra Mundial, va servir de polvorí i una explosió accidental va danyar greument aquest túnel.
40° 50′ 24″ N, 14° 04′ 14″ E / 40.840110°N,14.070580°E

#### Cripta Romana
La Cripta Romana és un túnel romà que travessa d'oest a est l'acròpoli de Cumes, que comunicava el port antic de Cumes fins a l'Arc Felice a la Via Domiciana i fins al llac de l'Avern, prop de Nàpols. Desaparegut l'interès estratègic del port de Putteoli quan sota August el port de Misenum es va millorar i que es va abandonar el projecte de transformar el llac de l'Avern en port militar, després de la Guerra Civil, va ser abandonat i va servir de necròpoli. Es va esfondrar en gran part, fins que el general romà d'Orient Narses, durant el setge de Cumes al segle vi, ho va restaurar per a facilitar el pas a les seves tropes per prendre la ciutadella.
La Cripta Romana va ser excavada de 1925 a 1931 per l'arqueòleg italià Amadeo Maiuri. Es pot veure actualment sota la passarel·la que permet accedir al jaciment arqueològic de l'acròpoli de Cumes.
40° 50′ 27″ N, 14° 03′ 11″ E / 40.840807°N,14.053193°E